# Asmus Tietchens

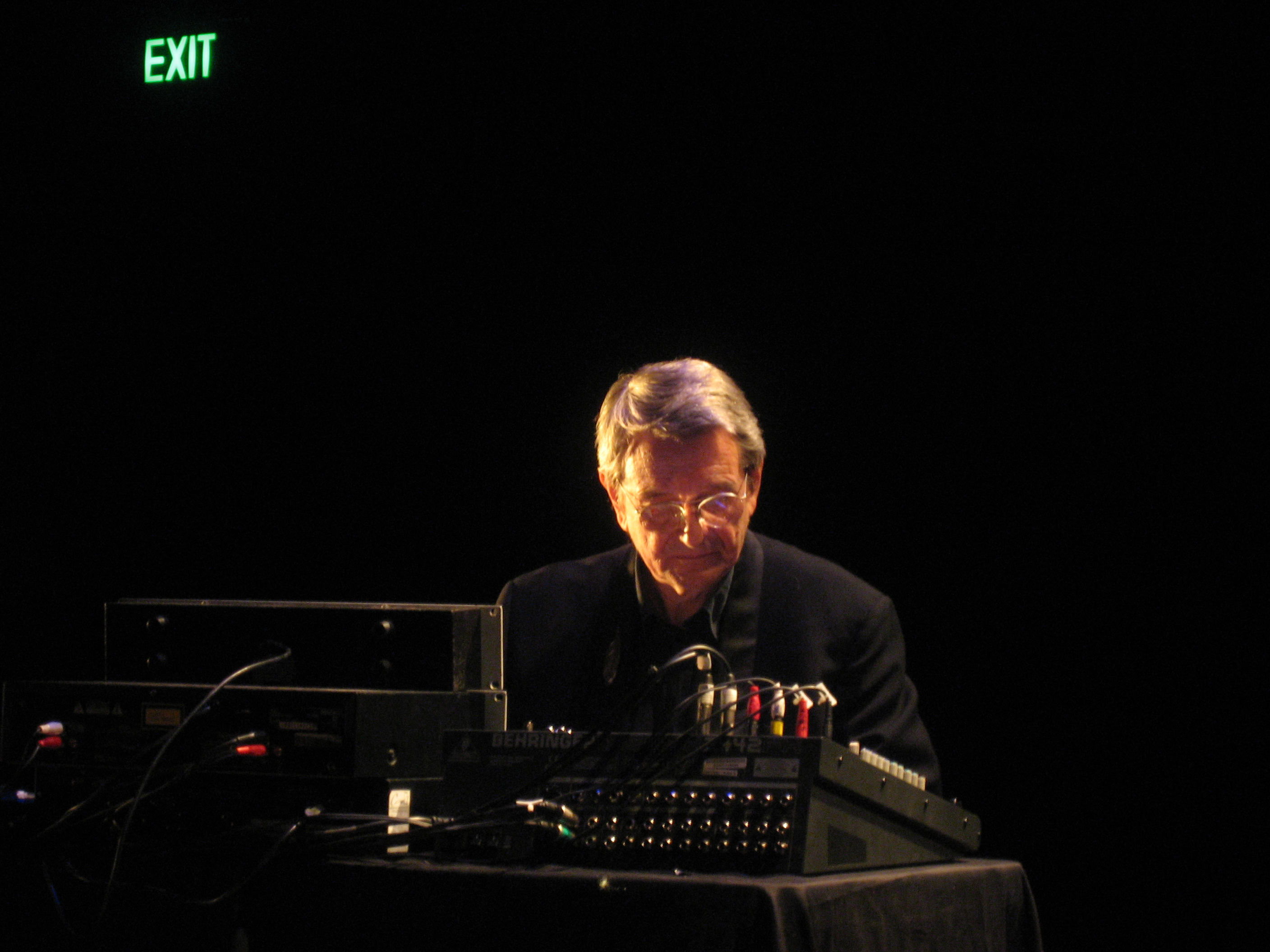
Asmus Tietchens (2009)

Asmus Tietchens (* 3. Februar 1947 in Hamburg; Pseudonyme Club of Rome, Hematic Sunsets und Statische Musen) ist ein deutscher Komponist elektronischer Musik und Klangkünstler.
Einige der Alben Asmus Tietchens’ können auch dem Industrial bzw. der Noisemusik zugerechnet werden. Neben seinen Soloarbeiten hat er zahlreiche Kollaborationen mit Komponisten wie Merzbow oder Arcane Device (David Lee Myers) veröffentlicht. Zusammen mit Thomas Köner bildet er das Duo Kontakt der Jünglinge.

## Leben
Tietchens wurde 1947 in Hamburg geboren. Mit zehn Jahren lernte er Musique concrète und elektronische Komposition durch das Nachtprogramm des Norddeutschen Rundfunks kennen. 1964 begann er eine Ausbildung als Reedereikaufmann und Schiffsmakler, allerdings arbeitete er anschließend nie in diesem Beruf. Stattdessen war er ab 1968 als Werbetexter tätig. Seit 1975 ist er freier Musiker; 1980 erschien sein erstes Soloalbum. Daneben ist er Teil von Radio Gagarin, einer Sendung im Freien Sender Kombinat Hamburg. Von 1989 bis 2009 lehrte er Klangforschung und Sounddesign an der Hamburger Hochschule für Angewandte Wissenschaften; von 2010 bis 2013 Sounddesign an der Hochschule für bildende Künste Hamburg. Er lebt und arbeitet in Hamburg.
Tietchens begann bereits 1965, mit einem Tonbandgerät zu experimentieren, Tapeloops aufzunehmen und sie zu Collagen zu verdichten. Ab 1971 kamen Synthesizer dazu. Nach einem kurzen rhythmisch-harmonischen Intermezzo Anfang der 1980er Jahre (u. a. Biotop, 1981; Spät-Europa, 1982) erschien 1984 auf United Dairies mit Formen letzter Hausmusik ein reguläres Industrial-Album, das erstmals Tietchens’ primäre musikalische Interessen gültig formulierte: Geräusche werden bearbeitet, dabei mitunter bis zur Unkenntlichkeit verfremdet und in neue Zusammenhänge gestellt. Die fertige Komposition ergibt sich dabei nicht zuletzt aus der Beschaffenheit des Ausgangsmaterials. Tietchens hat vielfältigste Quellen für sein Verfahren erkundet, u. a. Wasser (Serie der Seuchengebiete, ab 1985), menschliche Stimmen (Von Mund zu Mund 1-3, 1999/2000) und manuell am Tonkopf vorbeigezogene Tonbänder (Daseinsverfehlung, 1992). Seit der Jahrtausendwende arbeitet er wieder verstärkt mit dem Synthesizer, den Tietchens jedoch nur als reine Klangquelle für seine reduktionistisch verknappten Kompositionen nutzt (Mengen-Serie, ab 2000). Daneben existiert ein ausgeprägt musikparodistischer Ansatz, der sich beispielsweise in der Betitelung einzelner Stücke, aber auch in der Gestaltung ganzer Alben äußert. Hier sind Tietchens’ Veröffentlichungen als Hematic Sunsets einzuordnen, die sich als Parodie auf den Swing verstehen, aber auch als schräger Lounge gehört werden können (Musik aus dem Aroma Club, 1998).
Tietchens’ Arbeit ist ein skeptischer Gestus zu eigen, der sich nicht zuletzt in den regelmäßigen Zitaten des Philosophen E. M. Cioran auf seinen Tonträgern zeigt. Er hat sich mehrfach in Essays zu seiner Arbeit und dem entsprechenden musikalischen Umfeld geäußert (z. B. in Bekenntnisse eines ehemaligen Soundscapers, 2005).
Bislang wurde Tietchens zweimal der vom Südwestrundfunk (SWR) gestiftete Karl-Sczuka-Preis verliehen: 2003 für Heidelberger Studien 1-6 und 2006 für Trois Dryades. 2018 hat er einen Lehrauftrag an der Universität für Angewandte Kunst in Wien absolviert.

## Diskografie
- 1978: 1. Liliental (mit Liliental)
- 1980: 2. Nachtstücke (erweiterte Ausgabe mit Adventures in Sound 2003)
- 1981: 3. Biotop • 4. Musik aus der Grauzone
- 1982: 5. Spät-Europa • 6. In die Nacht • 7. Musik im Schatten • 8. Musik an der Grenze
- 1983: 9. Litia • 10. Musik unter Tage
- 1984: 11. Formen letzter Hausmusik
- 1985: 12. Seuchengebiete • 13. Cripple Story • 14. Große Statik (als Club of Rome)
- 1986: 15. Geboren um zu dienen • 16. Watching the Burning Bride (mit Terry Burrows)
- 1987: 17. Zwingburgen des Hedonismus • 18. Notturno
- 1988: 19. Aus Freunde am Elend • 20. Face to Face, Vol. 1 (Split mit Die Form) • 21. E (Erstauflage enthält die Single U) (mit Okko Bekker) • 22. Linea
- 1989: 23. Abfleischung • 24. Marches funébres
- 1990: 25. Stupor Mundi
- 1991: 26. Sinkende Schwimmer • 27. Grav (mit PGR und Merzbow) • 28. Monoposto (mit C.V. Liquidsky) • 29. Raum 318
- 1992: 30. Seuchengebiete 2 • 31. Daseinsverfehlung • 32. Five Manifestoes (mit PBK)
- 1993: 33. Das Fest ist zu Ende. Aus • 34. DBL_FDBK (mit Arcane Device)
- 1994: 35. Die Nacht aus Blei
- 1995: 36. Eisgang • 37. Asmus Tietchens. Vidna Obmana (mit Vidna Obmana) • 38. Itineraire (mit Frans de Waard, Achim Wollscheid, Giancarlo Toniutti und Bernhard Günter)
- 1996: 39. Ptomaine • 40. Das Vieh und sein Vater • 41. Speiseleitung (mit Arcane Device) • 42. Rattenheu • 43. Papier ist geduldig
- 1997: 44. Dämmerattacke
- 1998: 45. Seuchengebiete 3 • 46. Burning the Watching Bride (mit Terry Burrows) • 47. Repetitive Movement (mit Achim Wollscheid) • 48. Musik aus dem Aroma Club (als Hematic Sunsets)
- 1999: 49. Glimmen • 50. Motives for Recycling (mit Vidna Obmana) • 51. 6.9.1998 • 52. Stockholmer Totentanz (mit Okko Bekker) • 53. Was bleibt • 54. Phosphor • 55. Von Mund zu Mund 1 • 56. Untitled (Split mit Robert Rutman)
- 2000: 57. Rendezvous im Aroma Club (als Hematic Sunsets) • 58. Von Mund zu Mund 2 • 59. Alpha-Menge • 60. Von Mund zu Mund 3 • 61. Kapotte Muziek by Asmus Tietchens • 62. The Scorpions. Studio-Outtakes 1–6, 7–15 (Split mit Felix Kubin)
- 2001: 63. Kontakt der Jünglinge 1 (mit Thomas Köner) • 64. Beta-Menge • 65. Flussdichte (mit David Lee Myers) • 66. Kontakt der Jünglinge 0 (mit Thomas Köner)
- 2002: 67. The Shifts Recyclings (mit Vidna Obmana) • 68. Gamma-Menge • 69. Leuchtidioten • 70. Kontakt der Jünglinge -1 (mit Thomas Köner)
- 2003: 71. Sieben Stücke (mit Jon Mueller) • 72. Heidelberger Studien 1–6 • 73. Kontakt der Jünglinge n (mit Thomas Köner) • 74. Delta-Menge • 75. Hunde I (mit Xyramat und TBC) • 76. FT+
- 2004: 77. Kontakt der Jünglinge. Frühruin (mit Thomas Köner) • 78. 60:00 (mit David Lee Myers) • 79. Zu Gast im Aromaclub (als Hematic Sunsets, mit Gästen) • 80. Hunde II (mit Jetzmann und TBC) • 81. Weihnachten im Aroma Club (als Hematic Sunsets, mit Okko Bekker) • 82. Eine ganze Menge
- 2005: 83. Epsilon-Menge
- 2006: 84. Verstreutes 2 • 84a. Zwei Stücke • 85. Zeta-Menge
- 2007: 86. 4K7 (erweiterte Ausgabe 4K7+ mit Musik von der Halde 2015) • 86a. Musik hinter Glas • 87. Fabrication (mit Richard Chartier) • 87a. Prefabrication • 88. YAK (mit Y-Ton-G und Kouhei Matsunaga) • 89. Weihnachten im Aroma Club 2007 (als Hematic Sunsets) • 90. Acht Stücke (mit Jon Mueller) • 91. Eta-Menge
- 2008: 92. Teils Teils
- 2009: 93. Aroma Club Paradox (als Hematic Sunsets) • 94. Eine Menge Papier • 95. 3 Wishes (Split mit Stefanie Ressin) • 96. Flächen mit Figuren
- 2010: 97. Fabrication 2 (mit Richard Chartier) • 98. Abraum
- 2011: 99. Soirée • 100. Untitled (Split mit Kouhei Matsunaga)
- 2012: 101. Moebius + Tietchens (mit Dieter Moebius) • 102. Tarpenbek (mit Radierungen von Rolf Zander)
- 2013: 103. Fast ohne Titel, Korrosion
- 2014: 104. Junior Electronics / Moebius & Tietchens (Split-12") • 105. Der fünfte Himmel • 106. Kontakt der Jünglinge. Makrophonie 1 (mit Thomas Köner) • 107. Humoresken und Vektoren • 108. Fahl
- 2015: 109. Ornamente (zwischen Null und Eins) • 110. Harvestehude (mit Martin Thomas Peinemann)
- 2016: 111. Parergon • 112. Soirée fantastique
- 2017: 113. Deflections (mit Fabio Perletta)
- 2018: 114. Arcs (mit David Lee Myers) • 115. Strophen • 116. Stenogramme, zweite Folge • 117. Leere und Zerfall. Sechs Lesungen aus »Lehre vom Zerfall« von E.M. Cioran
- 2019: 118. Die Ventile • 119. Oordeel (mit Frans de Waard) • 120. Air (mit Dirk Serries)
- 2020: 121. Bleiche Brunnen • 122. NNOI#2 (Split mit Frieder Butzmann) • 123. Aroma Club Adieu (als Hematic Sunsets)
- 2021: 124. Neues Boot (mit Miki Yui) • 125. Abraum Zwo • 126. Seuchengebiete 4
- 2022: 127. Vinyl 1980-1991 • 128. Die Höfner Akten (mit Dirk Serries) • 129. Schatten ohne Licht • 130. Parallelen
- 2023: 131. Diskretion. Funktionsmusik für Verrichtungsboxen (als Statische Musen) • 132. Integral (mit Fabio Perletta)
- 2024: 133. Lumières (mit Alice Freshmouth) • 134. Bubendey. Memorialmusik auf eine Brache (als Statische Musen)
- 2025: 135. Fundstück (mit Achim Wollscheid)

Daneben existieren über einhundert Veröffentlichungen von Einzelstücken auf Kompilationen.